# بوراساوية
بوراساوية (الاسم العلمي: Borasseae) هي قبيلة نباتية تتبع فصيلة الفوفلية من رتبة الفوفليات.

## عمائر
- دومينة
- لاتانينة

## أجناس
- البوراس (الاسم العلمي: Borassus) وهو الجنس النموذجي لهذه القبيلة
- اللاتان (الاسم العلمي: Latania)
- البوراس الشجري (الاسم العلمي: Borassodendron)
- لودواسيا (الاسم العلمي: Lodoicea)
- دوم (الاسم العلمي: Hyphaene)
- مديم (الاسم العلمي: Medemia)
- بسماركية (الاسم العلمي: Bismarckia)